# Список умерших в 1134 году
В этой статье представлен список известных людей, умерших в 1134 году.
См. также: Категория:Умершие в 1134 году

## Февраль
- 10 февраля — Роберт Куртгёз — герцог Нормандии (1087—1106), граф Мэна (1063—1069), старший сын Вильгельма Завоевателя, неоднократный претендент на английский престол и один из руководителей первого крестового похода. Умер в заключении.

## Март
- 28 марта — Стефан Хардинг — католический святой, один из основателей ордена цистерцианцев, третий по счёту аббат монастыря Сито после святого Роберта Молемского и святого Альбериха.

## Июнь
- 4 июня — Магнус Сильный — король Швеции (1125—1130). Погиб в сражении.
- 6 июня — Норберт Ксантенский — святой римско-католической церкви, основатель ордена премонстрантов.
- 25 июня — Нильс — король Дании (1104—1134). Убит

## Июль
- 2 июля — Менхарт[нем.] — епископ Праги (1122—1134)
- 17 июля:
  - Бельтран де Риснель — арагонский политический и военный лидер, двоюродный брат Альфонсо I Воителя;
  - Сантюль VI — виконт Беарна (1131—1134). Погиб в сражении под Фрагой;
  - Эймери II — граф Нарбонны (1105—1134). Погиб в сражении под Фрагой.

## Август
- 9 августа — Гилберт Универсальный[англ.] — епископ Лондона (1127—1134), писатель
- 13 августа — Ирина — византийская императрица-консорт (1118—1134), жена императора Иоанна II Комнина, святая православной церкви

## Сентябрь
- 15 сентября — Альфонсо I Воитель (р. 1073) — король Арагона и король Наварры (1104—1134), император всей Испании (1109—1134). Умер от ран, полученных в сражении под Фрагой.

## Октябрь
- 23 октября — Абу-с-Салт — арабский математик, астроном, историк, врач, поэт и музыкант.
- Урбан[англ.] — первый епископ Ландаффа (Уэльс) (1107—1134)

## Декабрь
- 7 декабря — Пётр Сенекс — итальянский кардинал-епископ Порто-Санта Руфина (1116—1134), Декан Коллегии кардиналов с 1126 по 1129.

## Дата неизвестна или требует уточнения
- Аллучио Пешийский[англ.] — тосканский пастух, святой римско-католической церкви[1]
- Анзерик де Монреаль[фр.] — архиепископ Безансона (1117—1134)
- Бидденденские девицы (Мэри и Элиза) — полулегендарная пара сиамских близнецов.
- Гальберт из Брюгге — фландрский хронист
- Гуго II де Пюизе — граф Яффы (1122—1134)
- Доброслав II — король Дукли (1101—1102) Умер после ослепления в монастыре
- Жоффруа де Клинтон — англонормандский дворянин, камергер и казначей английского короля Генриха I, основатель замка Кенилворт.
- Иоанн IX Агапит — константинопольский патриарх (1111—1134).
- Ландульф[англ.] — епископ Асти (1130—1134), святой римско-католической церкви.
- Мелик Гази — третий правитель государства Данышмендидов, сын Гюмюштегина Гази.
- Рамперт — маркграф Тосканы (1131—1134)
- Тогрул ибн Мухаммед — сельджукский султан Ирака (1132—1134).